# Кабанільяс (Наварра)
Кабанільяс (ісп. Cabanillas) — муніципалітет в Іспанії, у складі автономної спільноти Наварра. Населення — 1483 особи (2009).
Муніципалітет розташований на відстані близько 260 км на північний схід від Мадрида, 90 км на південь від Памплони.

## Демографія
Динаміка населення (INE ):